# Oliebol

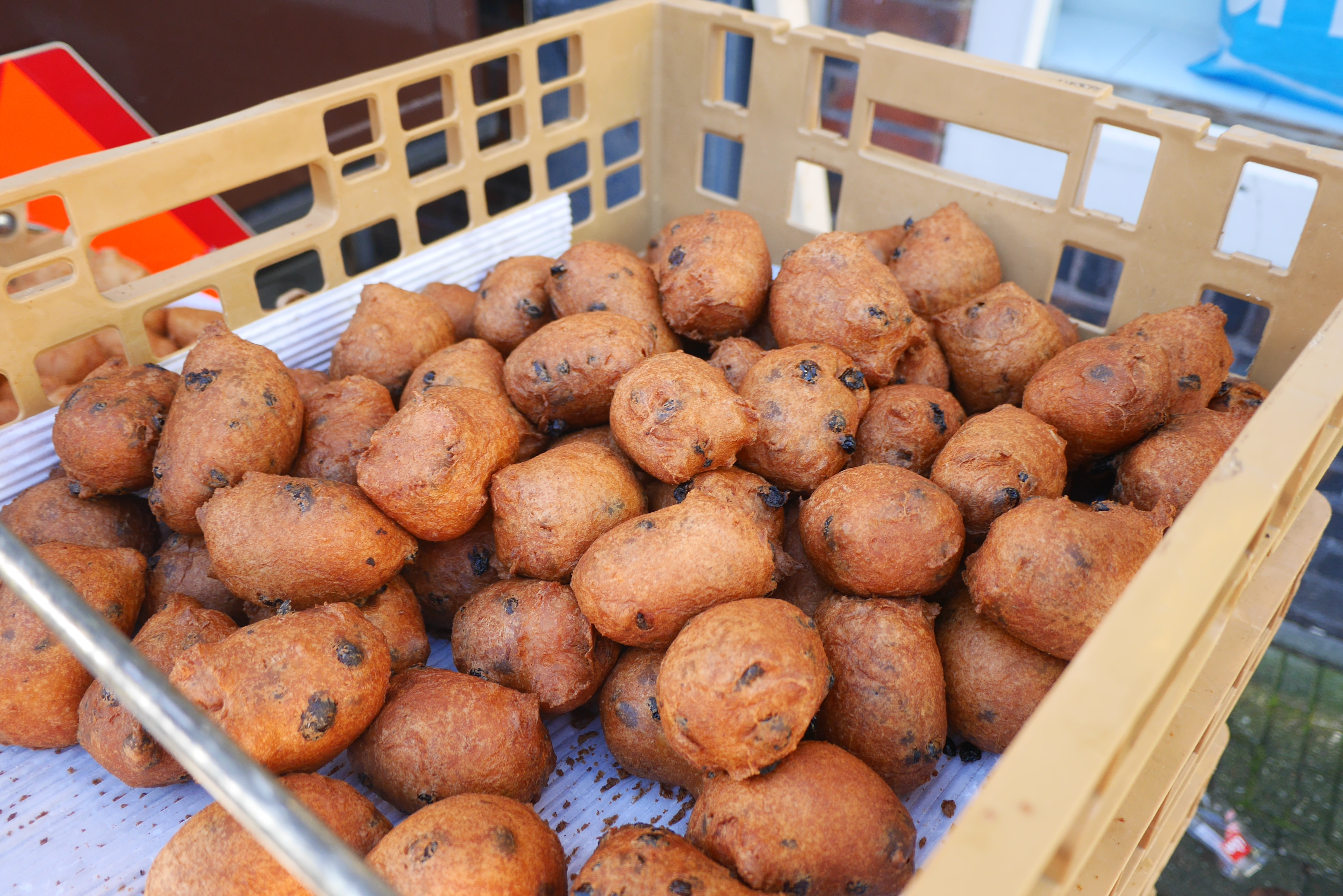
Oliebollen mit Korinthen

Oliebollen (deutsch: Ölkugeln, norddeutsch auch „Silvesterfutschen“, oder Futtjes, in Österreich „Gebackene Mäuse“) sind ein niederländisches Siedegebäck, welches traditionell zu Silvester und bei Kirmessen gegessen wird.
Oliebollen werden aus einem Teig aus Mehl, Eiern, Hefe, Salz und lauwarmer Milch hergestellt. Der Teig wird mit zwei Esslöffeln oder einem Eislöffel zu kugelförmigen Teigklößen geformt und im heißen Öl goldbraun ausgebacken. Daneben können Oliebollen mit Rosinen, Korinthen oder Äpfeln gefüllt werden. Das Gebäck wird gewöhnlich mit Puderzucker bestäubt.
In einigen Regionen Belgiens wird das Neujahrsgebäck auch „smoutebollen“ (deutsch: „Schmalzkugeln“) genannt, weil es früher in Schmalz gebacken wurde.

## Oliebollentest

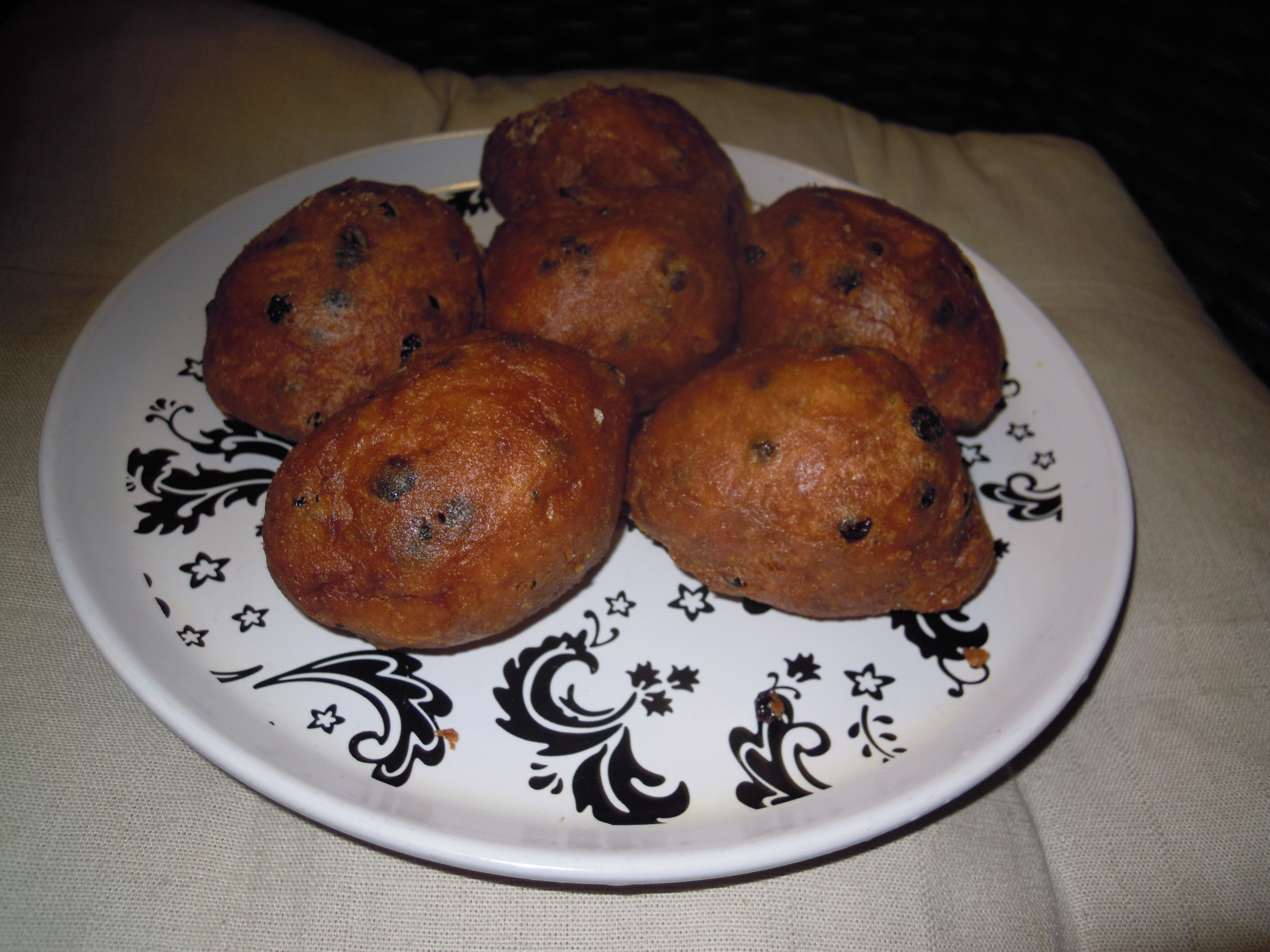
Oliebollen mit Korinthen von Richard Visser’s Gebakkraam

Seit 1993 organisierte die niederländische Tageszeitung Algemeen Dagblad den AD-Oliebollentest. Jährlich wurden die Oliebollen aller Teilnehmer von einer Jury geprüft, worauf der Verkäufer der besten Oliebollen zum Gewinner ausgerufen wurde. Richard Visser’s Gebakkraam aus Rotterdam wurde neunmal mit diesem Preis ausgezeichnet. Wegen Unregelmäßigkeiten bei der Beurteilung und der starken Kritik einzelner – niedriger platzierter – Verkäufer ist der Test nach 2017 nicht mehr organisiert worden.